# Heteren
Heteren est un village situé dans la commune néerlandaise d'Overbetuwe, dans la province de Gueldre. Le 1er janvier 2008, le village comptait 5 141 habitants.
Commune indépendante jusqu'au 1er janvier 2001, Heteren fusionne alors avec Elst et Valburg pour trouver la nouvelle commune d'Overbetuwe.

## Personnalités
- Jan Zwartkruis, footballeur et entraîneur néerlandais